# Harku (jezioro)
Jezioro Harku (est. Harku järv, znane także pod nazwami Jezioro Haabersti, Jezioro Argo, Loodjärv) – jezioro w granicach stolicy Estonii, Tallinna. Znajduje się na obszarze dzielnicy Haabersti.
Powierzchnia jeziora wynosi 162,9 ha. Maksymalna głębokość to 2,5 m, przy średniej głębokości 1,6 m. Długość linii brzegowej wynosi 6647 m. Jezioro to zasilane jest trzema potokami: Harku, Järveotsa oraz Iisaku soon. Wypływa z niego jedynie krótka rzeka Tiskre, która po 4,6 km uchodzi do Morza Bałtyckiego.
Nad Harku znajduje się miejska plaża, jedyna taka w Tallinnie położona na brzegu jeziora.